# فو (رواية)
فو (بالإنجليزية: Foe) هي رواية للكاتب الجنوب أفريقي الحائز على جائزة نوبل جي إم كوتزي، وهي مستندة إلى قصة «روبنسون كروزو» للكاتب دانيال دافو أو كما يسمى دانيال فو، نشرت عام 1986، عن دار نشر فايكنغ بريس. 

## تحليل العنوان: "فو" كعتبة رمزية للسلطة والإقصاء
يحمل عنوان الرواية "فو" (Foe) دلالات متعددة، تجمع بين البُعد الرمزي، والتاريخي، والتأويلي، ما يجعله أكثر من مجرد اسم لشخصية. العنوان في حد ذاته يُعدّ "نصًا موازيًا" يوجّه القارئ منذ اللحظة الأولى نحو إحدى الإشكالات المركزية في الرواية: من يكتب، ومن يُقصى؟
اسم "فو" (Foe) يُحيل صراحة إلى "دانيال ديفو" (Defoe)، مؤلف روبنسون كروزو، الرواية الكولونيالية الكلاسيكية التي تُعدّ مرجعًا مباشرًا لنص كوتزي. بحذف المقطع الأول "De-" من "Defoe"، تتحول الكلمة إلى "Foe" – وهي كلمة إنجليزية تعني "عدو"، مما يفتح المجال أمام تأويل مزدوج: "فو" هو الكاتب، لكنه أيضًا "العدو" الرمزي، ليس فقط لسوزان بارتون – البطلة التي تسعى إلى سرد قصتها بنفسها – بل لكل المهمشين الذين يُقصَون من فعل السرد ويُروى عنهم بلسان غيرهم.
العنوان بهذا المعنى ليس محايدًا، بل مشحون بالمعنى السياسي: فهو يشير إلى العدو السردي والفكري والأخلاقي، إلى من يحتكر اللغة، ويحوّر الرواية، ويُفرغ المعاناة من معناها. "فو" هو الخصم الذي لا يمنح الآخرين حق التعبير، بل يعيد إنتاجهم داخل منظومة رمزية خاضعة لذوق السوق وتقاليد السلطة الأدبية الذكورية. الاسم ذاته يُصبح أداة نقدية قوية، تكشف عن أن المعركة في هذه الرواية ليست فقط مع الشخصيات، بل مع بُنية الثقافة نفسها، ومع احتكار السرد من طرف المركز على حساب الهامش.
والأهم من ذلك، أن كوتزي لا يضع اسم "سوزان" أو "فرايداي" في العنوان، بل يختار "فو"، في استراتيجية عكسية تُجبر القارئ على التساؤل: لماذا نُسَمى الكتب بأسماء من يملكون القلم، لا من عاشوا التجربة؟ أليس ذلك استمرارًا للهيمنة الرمزية؟ هذه المفارقة العميقة في اختيار العنوان تحوّل كلمة بسيطة إلى مرآة تعكس تناقض الرواية كلها: صراع بين من يملك الكلمة ومن يُجرد منها، بين الصوت والصمت، بين "الكاتب" و"المكتوب عنه".

## إعادة كتابة الأسطورة: من "روبنسون كروزو" إلى "فو"
في رواية "فو"، لا يعيد كوتزي فقط سرد قصة روبنسون كروزو، بل يعمل على تفكيكها وإعادة تأويلها من منظور نقدي وأخلاقي وفلسفي جديد. فالرواية لا تكتفي بإعادة بناء الحبكة، بل تطرح سؤالًا مركزيًا: من يملك سلطة السرد؟ ومن يُسمح له بأن يُروى؟ من خلال شخصية سوزان بارتون، يهمّش كوتزي شخصية كروزو الشهيرة ويعيد تقديمه في صورة باهتة، منطوية، وأحيانًا بلا معنى، كما يصوّر "العبد" فرايداي ككائن بلا صوت، في إشارة إلى الإقصاء الرمزي للمستعمَرين والتابعين من النصوص الكبرى. بهذا الشكل، تصبح الرواية أداة لإعادة التفكير في من يكتب التاريخ، ومن يُقصى منه.

## سوزان بارتون: صوت الأنثى المهمَّش في الرواية الكولونيالية
شخصية سوزان بارتون هي مركز الثقل السردي في رواية "فو"، فهي تمثل المرأة التي تسعى جاهدة لإثبات صوتها داخل عالم يسيطر عليه الرجال. في الرواية الأصلية لدافو، لم يكن للنساء وجود يُذكر، أما في "فو"، فإن كوتزي يمنح المرأة – عبر سوزان – مكانة المحاور السردي الأول. لكن حتى في هذه المحاولة، تُواجه سوزان قوى كبرى تُعيق تعبيرها الذاتي: فالكاتب "فو" (الذي يشير ضمنًا إلى دانيال دافو) لا يسمح لها بأن تسرد قصتها كما تريد، بل يفرض عليها طريقة معينة للحكي، تتناسب مع "ما يريد القرّاء سماعه". بهذه الطريقة، تتحول شخصية سوزان إلى رمز للمرأة التي تُجبر على تعديل روايتها وفق شروط السلطة الذكورية، مما يكشف عن آليات القمع التي لا تزال تؤثر في تمثيل النساء داخل الأدب والتاريخ.

## الصمتكرمز سياسي: فرايداي والنفي من اللغة
ربما تكون شخصية "فرايداي" من أكثر الشخصيات دلالة في الرواية، إذ يقدمها كوتزي كرمز للمقموعين الذين لا يُمنح لهم الحق في التعبير عن ذواتهم. فرايداي، الذي قُطع لسانه، يصبح تجسيدًا لكل من نُزع منه الحق في الكلام، سواء بسبب العبودية، الاستعمار، أو الإقصاء الثقافي. الصمت هنا ليس مجرد عجز جسدي، بل هو تعليق رمزي على السياسات اللغوية والإيديولوجية التي تُقصي "الآخر" عن السرد. في حوارات سوزان مع "فو"، يصبح غياب صوت فرايداي محط توتر فلسفي عميق: هل نكتب عنه؟ هل نتكلم باسمه؟ هل نمنحه صوتًا لا يملكه؟ كل هذه الأسئلة تُظهر البعد الأخلاقي الشائك للتمثيل الأدبي. فرايداي هو "الآخر" الذي لا يمكن استيعابه داخل منطق اللغة الغربية.

## السلطة والسرد: من يكتب التاريخ؟
في قلب الرواية تكمن مسألة السلطة السردية، أو ما يسميه بعض النقاد بـ "الحق في الكتابة". فالرواية تقترح أن من يملك السلطة، يملك الكلمة الأخيرة في الحكاية. الكاتب "فو" يرفض رواية سوزان كما هي، ويصر على تكييفها، مضيفًا عناصر خيالية أو مشوِّهة حتى تتماشى مع أذواق السوق الأدبي. بهذه الطريقة، يكشف كوتزي أن السرد ليس محايدًا، بل أداة سلطة تتحكم في تمثيل الحقيقة. سواء كان الأمر يتعلق بالنساء، العبيد، أو المستعمَرين، فإنهم يُحرمون من كتابة قصتهم بأنفسهم. الرواية تذهب أبعد من السرد، لتطرح سؤالًا أخلاقيًا عميقًا: هل بإمكاننا أن نمنح صوتًا لمن أُجبروا على الصمت؟ وهل يحق لنا أن نحكي قصتهم بدلًا منهم؟

## ما بعدالاستعماروإعادةالتخييل
"فو" ليست فقط إعادة كتابة لأيقونة أدبية، بل هي أيضًا نص ما بعد كولونيالي يعيد مساءلة القيم الغربية الكلاسيكية. من خلال تفكيك صورة كروزو "البطل المستكشف" وتحويله إلى رجل عاجز، ومن خلال تصوير فرايداي كمنفيّ حتى من حق الكلام، تطرح الرواية نقدًا حادًا للبنية الاستعمارية في الأدب الغربي. كوتزي، من خلال هذا العمل، ينخرط في تقليد "إعادة التخييل المضاد"، حيث تُسحب السلطة من يد السارد التقليدي (الأوروبي، الأبيض، الذكوري) وتُمنح – أو تُطالب بأن تُمنح – إلى المهمّشين الذين طالما كانوا خارج النص. "فو" تمثّل بذلك تجليًا مركزيًا لما بعد الكولونيالية كأداة لإعادة التفكير في الذاكرة، الهوية، والتمثيل.

## روابط خارجية
- فو (رواية) على موقع الموسوعة البريطانية (الإنجليزية)